# Benedenberg
Benedenberg is een buurtschap in de gemeente Krimpenerwaard in de Nederlandse provincie Zuid-Holland. Benedenberg bestaat uit lintbebouwing langs een kanaaltje. Benedenberg ligt ten westen van Bergambacht, in de Polder Bergambacht. In Benedenberg ligt onder meer Bouma'n's Hoeve, en in het verlengde van Benedenberg ligt in het westen direct eraan grenzend Zuidbroek. Benedenberg ligt ongeveer 1,3 meter onder NAP.

## Geschiedenis
Tot en met 31 december 2014 was Benedenberg onderdeel van de gemeente Bergambacht. Op 1 januari 2015 ging de plaats samen met de gemeente op in de gemeente Krimpenerwaard.
Hoofdplaats: Stolwijk    
Steden: Haastrecht · Schoonhoven

Dorpen: Ammerstol · Bergambacht · Berkenwoude · Gouderak · Krimpen aan de Lek · Lekkerkerk · Ouderkerk aan den IJssel · Vlist · Willige Langerak

Buurtschappen: Achterbroek · 't Beijersche · Beneden-Haastrecht · Benedenheul · Benedenberg · Benedenkerk · Bilwijk · Bonrepas · Bergstoep · Bovenberg · Boven-Haastrecht · Bovenstad/Steenplaats · Goudseweg · De Hem · Hoogedijk · IJssellaan · Kadijk · Koolwijk · Lageweg · Opperduit · Oudeland · Rozendaal · Schoonouwen · Schuwacht · Stein · Tussenlanen · 't Zwaantje · Zuidbroek

Zuid-Holland: Steden en dorpen    Nederland: Provincies · Gemeenten